# Software-Atlas Deutschland
Der Software-Atlas Deutschland ist das Ergebnis einer Studie, die seit 2010 jährlich von dem Fraunhofer-Institut für System- und Innovationsforschung (ISI) herausgegeben wird. Auftraggeber der Studie sind die Software AG und Software-Cluster.
Ziel des Software-Atlas ist es, die Situation und Entwicklung der Software und IT-Dienstleistungsbranche auf regionaler Ebene in Deutschland genauer zu analysieren. Dazu werden regelmäßig die Entwicklung verschiedener Indikatoren wie Beschäftigungs- und Umsatzanteile sowie Konzentration in Mehr-Jahresvergleichen analysiert. Zusätzlich wird jedes Jahr ein neues Schwerpunktthema beleuchtet.

## Inhalt
Der Atlas ist gegliedert in folgende Kapitel:
- Standorte der deutschen Software- und IT-Dienstleistungsbranche
- Gründungsaktivitäten in der Software- und IT-Dienstleistungsbranche
- Anhänge
  - Bildmaterial
  - Die Top 25 Standorte in Deutschland
  - Definitionen und Datenbasis zum Software-Atlas Deutschland der Software und IT-Dienstleistungsbranche

### Top-25-Standorte in Deutschland 2011
Der Rang bildet sich aus der relativen Konzentration der IT-Industrie in den NUT2-Regionen. Einige Millionen-Metropolen wie Berlin, Köln und Hamburg haben zwar auch eine große Zahl an IT-Unternehmen, gemessen an der Gesamtgröße der Region haben sie jedoch einen so geringen Anteil, dass sie unter den Top 25 nicht mehr auftauchen.
| Position | Standort                 | Beschäftigungsanteil 2011 | Konzentrationsindex 2011 | Standortanteil Beschäftigung 2011 | Standortanteil Umsatz 2010 |
| -------- | ------------------------ | ------------------------- | ------------------------ | --------------------------------- | -------------------------- |
| 1        | Rhein-Neckar-Kreis       | 10,75 %                   | 6,29                     | 3,22 %                            | 7,02 %                     |
| 2        | München, Kreis           | 8,76 %                    | 5,13                     | 3,32 %                            | 5,33 %                     |
| 3        | Darmstadt,               | 6,12 %                    | 3,58                     | 1,12 %                            | 1,33 %                     |
| 4        | Leverkusen               | 5,99 %                    | 3,51                     | 0,75 %                            | 1,04 %                     |
| 5        | Fürstenfeldbruck         | 5,48 %                    | 3,21                     | 0,47 %                            | 0,43 %                     |
| 6        | Karlsruhe, Stadt         | 5,42 %                    | 3,17                     | 1,80 %                            | 2,70 %                     |
| 7        | Nürnberg, Stadt          | 4,70 %                    | 2,75                     | 2,62 %                            | 2,11 %                     |
| 8        | Aachen, Stadt            | 4,61 %                    | 2,7                      | 1,08 %                            | 0,76 %                     |
| 9        | Main-Taunus-Kreis        | 4,59 %                    | 2,69                     | 0,82 %                            | 0,72 %                     |
| 10       | Böblingen                | 4,57 %                    | 2,67                     | 1,46 %                            | 0,89 %                     |
| 11       | Paderborn                | 4,46 %                    | 2,61                     | 0,96 %                            | 0,46 %                     |
| 12       | Münster, Stadt           | 4,16 %                    | 2,43                     | 1,23 %                            | 1,30 %                     |
| 13       | Fürth, Stadt             | 4,12 %                    | 2,41                     | 0,34 %                            | 0,09 %                     |
| 14       | München, Stadt           | 4,11 %                    | 2,4                      | 6,01 %                            | 7,01 %                     |
| 15       | Bonn, Stadt              | 3,83 %                    | 2,24                     | 1,25 %                            | 2,58 %                     |
| 16       | Groß-Gerau               | 3,72 %                    | 2,17                     | 0,68 %                            | 0,17 %                     |
| 17       | Erlangen, Stadt          | 3,61 %                    | 2,11                     | 0,64 %                            | 0,45 %                     |
| 18       | Frankfurt am Main, Stadt | 3,30 %                    | 1,93                     | 3,39 %                            | 5,44 %                     |
| 19       | Erding                   | 3,28 %                    | 1,92                     | 0,21 %                            | 0,07 %                     |
| 20       | Essen, Stadt             | 3,27 %                    | 1,92                     | 1,49 %                            | 1,54 %                     |
| 21       | Starnberg                | 3,25 %                    | 1,9                      | 0,27 %                            | 0,42 %                     |
| 22       | Stuttgart, Stadt         | 3,15 %                    | 1,84                     | 2,28 %                            | 2,34 %                     |
| 23       | Ludwigshafen/Rh., Stadt  | 2,92 %                    | 1,71                     | 0,55 %                            | 0,10 %                     |
| 24       | Ulm, Stadt               | 2,92 %                    | 1,71                     | 0,51 %                            | 0,62 %                     |
| 25       | Hochtaunuskreis          | 2,87 %                    | 1,68                     | 0,47 %                            | 0,68 %                     |

## Ergebnisse
Die Software- und IT-Dienstleistungsbranche in Deutschland entwickelte sich zu einem eigenständigen Wirtschaftsfaktor, dessen Beschäftigungswachstum in den letzten zehn Jahren durchschnittlich um vier Prozent zulegte. Spitzenreiter der Top-Software Standorte ist der Rhein-Neckar-Kreis mit einem Beschäftigungsanteil von 10,75 Prozent. Die Ergebnisse der Studie belegen deutlich, dass die deutsche Software- und IT-Dienstleistungsbranche in Clustern konzentriert ist.